# Zehntscheune (Kirberg)

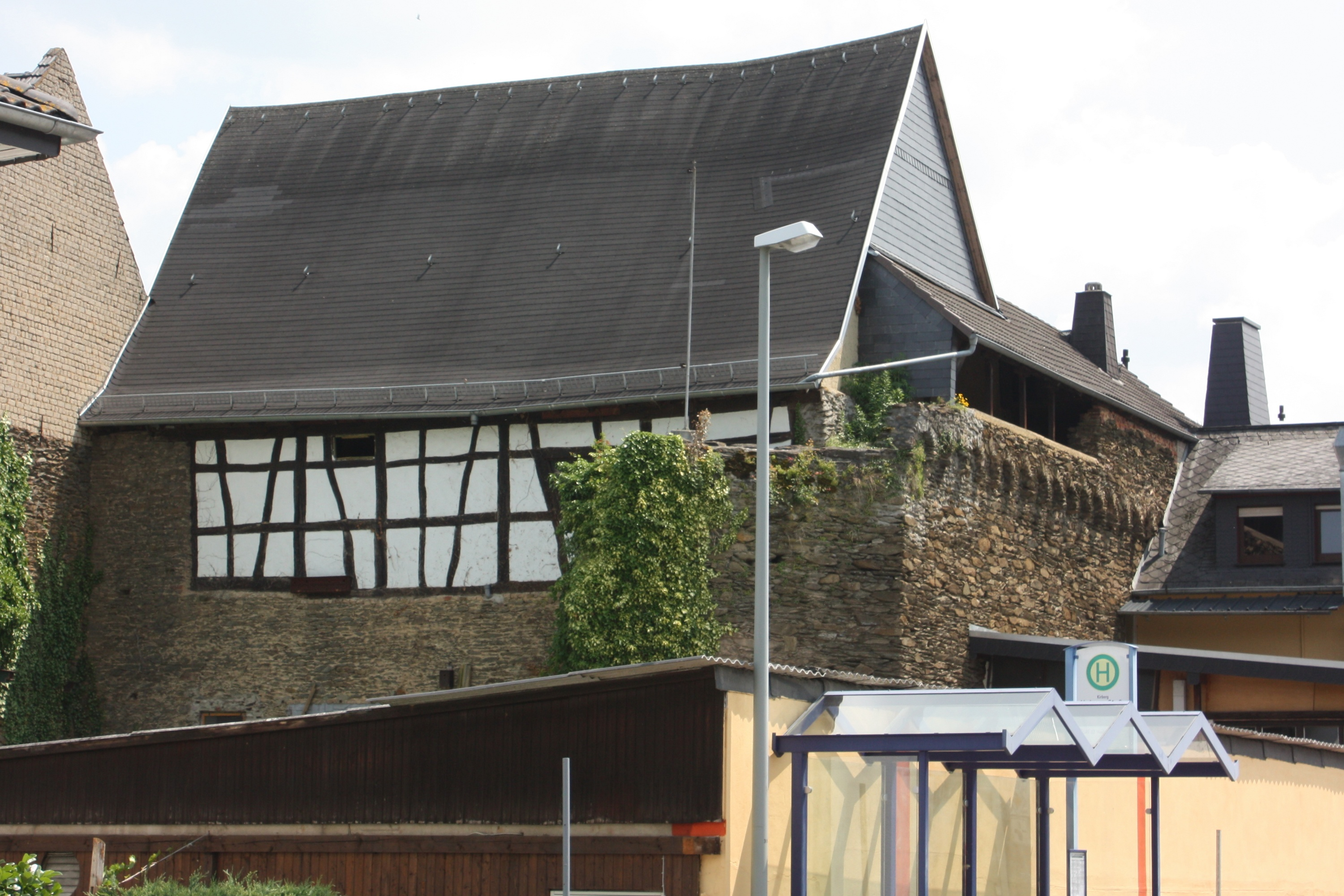
Ehemalige Zehntscheune in Kirberg

Die Zehntscheune in Kirberg, einem Ortsteil der Gemeinde Hünfelden im mittelhessischen Landkreis Limburg-Weilburg, wurde im 17. Jahrhundert errichtet. Die ehemalige Zehntscheune an der Burgstraße 50/52 ist ein geschütztes Kulturdenkmal.
Im Jahr 1673 übernahm der Keller Rosbach die schon verfallene Burg und erweiterte den dabei liegenden Hof, wie auf der Balkeninschrift am Eingang der Hofseite geschrieben steht. Zu dieser Zeit dürfte die Scheune entstanden sein. 
Das Landesamt für Denkmalpflege Hessen schreibt: „Sie zeigt entsprechende, konstruktiv interessante Einzelheiten und ist trotz nachträglicher Erneuerungen ein geschichtlich begründetes Kulturdenkmal.“